# Mare de Déu del Bon Viatge
La Mare de Déu del Bon Viatge és una capella al poble de la Panadella (Anoia) inclosa a l'Inventari del Patrimoni Arquitectònic de Catalunya. Va ser consagrada pel bisbe de Vic el 1976. Substitueix una capella que hi hagué el segle xvii. Té una estructura totalment irregular i asimètrica; estructures cúbiques i mig cilíndriques. Té una part frontal amb tres entrades, la del mig molt més gran i una finestra a la part esquerra lateral, amb vitralls molt geomètrics no decorats de diferents colors. Està feta de maó enguixada.